# Библиотек-Франсуа-Миттеран (станция метро)
Библиотек-Франсуа-Миттеран (фр. Bibliothèque François Mitterrand) — станция линии 14 Парижского метрополитена, расположена в XIII округе Парижа. Названа по Национальной библиотеке Франции, носящей имя Франсуа Миттерана

## История
- Станция открылась 15 октября 1998 года в составе первого пускового участка линии 14 (Мадлен — Библиотек-Франсуа-Миттеран). До 26 июня 2007 года, когда линия была продлена до станции Олимпиад, станция являлась конечной на линии.
- Пассажиропоток по станции по входу в 2013 году, по данным RATP, составил 15 472 531 человек (7 место по уровню входного пассажиропотока в Парижском метро)[2], снизившись к 2011 году (15,83 миллиона человек по оценке RATP)[3], при этом в 2004 году, по оценке STIF, на станцию вошли около 13,35 миллионов пассажиров[4].

## Конструкция и оформление

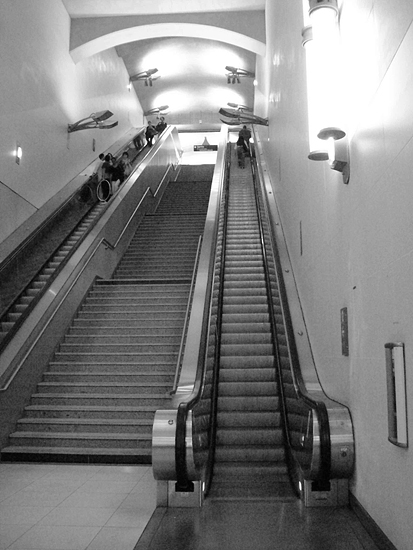
Эскалатор на выходе со станции

Станция построена по спецпроекту (колонная трёхпролётная станция мелкого заложения), модифицированному специально для линии 14. Как и все остальные станции линии, оснащена эскалаторами для подъёма с платформ, а также платформенными раздвижными дверьми, исключающими попадание пассажиров на пути и сбой в работе автоматического движения поездов; стенки соединены стальными кольцами, украшающими пути.
Дизайн станции реализован архитектором Антони Грумбашем, который выполнил оформление перехода между станциями метро и RER, а также изготовил 180 медальонов с цитатами деятелей французской культуры.

## Путевое развитие
К западу от станции располагается перекрёстный съезд, использовавшийся в 1998—2007 годах. Также часть нынешнего перегона до станции Олимпиад использовалась в качестве ателье для поездов, перенесённого на запад с открытием станции метро Олимпиад.

## Перспективы
Планируется продление линии 10 от станции «Гар д'Остерлиц» в направлении Иври — Пляс Гамбетта. При продлении линии появится новый пересадочный узел метро.